# Orientalisches Münzkabinett Jena
Das Orientalische Münzkabinett Jena ist eine Sammlung orientalischer Münzen an der Friedrich-Schiller-Universität Jena.

## Geschichte
Die Sammlung wurde 1840 auf Anregung von Johann Gustav Stickel, Professor für orientalische Sprachen an der Universität Jena, erstellt, der Großherzog Carl Friedrich von Sachsen-Weimar-Eisenach überzeugen konnte, 1500 orientalische Münzen zu erwerben und ihm zu Studium zu überlassen. Die Zusammenstellung der Sammlung besorgte Heinrich August Zwick, ein Missionar der Herrnhuter Brüdergemeine, der von 1816 bis 1832 in Sarepta am Ufer der Wolga gelebt hatte und als einer der Pioniere der Wolga-Archäologie gilt.
Stickel konnte die Großherzogin Maria Pawlowna als Hauptgönnerin der Sammlung gewinnen und erweiterte diese bis zu seinem Tode auf 12.000 Exemplare. Nach seinem Tode 1896 wurde der Orientalist Karl Vollers zu Stickels Nachfolger. Er vermerkte 1906 einen Bestand von 14.000 Exemplaren und starb 1909. Vollers' Nachfolger wurde der Orientalist Arthur Ungnad, bis zu seinem Weggang an die Universität Greifswald 1919.
Im Laufe des Zweiten Weltkriegs kamen einige hundert Münzen abhanden, die Sammlung konnte jedoch zu Zeiten der DDR erhalten bleiben. Sie befindet sich im Stadtzentrum von Jena, im Gebäude Löbdergraben 24a, und umfasst heute ca. 21.000 numismatische Objekte.